# Iglesia de San Joaquín de Omaguas
La iglesia de San Joaquín de Omaguas es un centro religioso de culto católico ubicado en el distrito de Nauta, provincia de loreto en el Departamento de Loreto, al oriente del Perú. Es el edificio más antiguo en la amazonía peruana que aún se mantiene en pie, porque fue construido en el siglo XVII.

## Historia
La iglesia fue creada en 1687 durante las campañas evangelizadoras del padre alemán Samuel Fritz en la Comandancia General de Maynas, durante la existencia del Virreinato del Perú, estaba frente al río Ampiyacu y no tenía un nombre fijo, sus fieles eran los amerindios cocamas catolizados. En 1726 el padre Zurmillen traslada la iglesia, junto a San Joaquín de Omaguas, en su ubicación actual frente al río Amazonas, Zurmillen solo logró trasladar las campanas de la iglesia original porque esta última fue destruida ante inundaciones masivas.
Hasta la actualidad, la iglesia fue renovada en más de una ocasión, de mano de los mismos pobladores cocamas, siendo las campanas los únicos elementos que quedaron como remanentes de la edificación colonial española.